# Eleição presidencial na Coreia do Sul em 1997
As eleições presidenciais na Coreia do Sul em 1997 foram realizadas em 19 de dezembro. Kim Dae-jung foi o presidente eleito.

## Resultados
| Candidato       | Partido                                 | Votos      | %     | %    |
| --------------- | --------------------------------------- | ---------- | ----- | ---- |
| Kim Dae-jung    | Congresso Nacional para a Nova Política | 10 326 275 | 40,3% |      |
| Lee Hoi-chang   | Grande Partido Nacional                 | 9 935 718  | 38,7% |      |
| Rhee In-je      | Novo Partido do Povo                    | 4 925 591  | 19,2% |      |
| Kwon Young-ghil | Minju Nodongdang                        | 306 026    | 1,2%  | 1,2% |
| Huh Kyung-young | Partido Democrático Republicano         | 32 918     | 0,2%  | 0,2% |
| Shin Jeong-il   | Partido de Unificação da Coreia         | 11 901     | 0,2%  | 0,2% |
| Kim Han-sik     | Unidade de Política Honesta             | 5 714      | 0,2%  | 0,2% |
| Nulos           | Nulos                                   | 400 195    | 0,6%  | 0,6% |
| Total           | Total                                   | 26 042 633 | 100%  | 100% |